# Mauser Modell 98
Das Mauser Modell 98 wurde als Gewehr 98 im Jahr 1898 beim preußischen Heer eingeführt. Es ist ein Mehrladegewehr basierend auf dem Verschlusssystem des deutschen Waffenherstellers Mauser. Die Repetierwaffe mit Zylinderverschluss und dem in die Waffe integrierten Magazinkasten für fünf Patronen wurde ab 1898 in verschiedenen Ausführungen hergestellt. Die wohl bekanntesten Ausführungen sind das bereits genannte Gewehr 98 (G98) und der Karabiner 98k mit kürzerem Lauf. Mit einer Gesamtzahl von größenordnungsmäßig 100 Millionen hergestellten Einheiten ist das verwendete Mauser System 98 eines der weltweit meistproduzierten Waffen-Verschlusssysteme.

## Verwendung
Das Gewehr 98 erhielt die Zulassung durch die preußischen Behörden im Jahr 1898, eingeführt als „Modell 98“ im Kaliber 8 × 57 (7,92 × 57 mm). Das Königreich Bayern erhielt die Mauser-Lizenz erst am 17. September 1901 für die Königlich Bayerische Gewehrfabrik in Amberg. Erst am 2. Mai 1900 hatte Prinzregent Luitpold das Gewehr 98 für die bayerische Armee als Ordonnanzwaffe angenommen. Der Grund waren die schlechten Erfahrungen mit dem Vorgänger, dem Gewehr 88 (das nicht von Mauser stammte, sondern von der GPK entwickelt worden war und daher auch den Namen Kommissionsgewehr trug). Die Infanterie des Deutschen Heeres war während des Ersten Weltkriegs überwiegend mit dem Gewehr 98 ausgerüstet. Die Kavallerie, Pioniere und sonstige Spezialtruppen verwendeten verschiedene Karabiner mit dem Mauser-System 98. Nach dem Kriegsende wurden in der Reichswehr überwiegend die Karabiner 98a und Karabiner 98b verwendet. Das Nachfolgemodell Karabiner 98k wurde ab 1935 in der Wehrmacht und so auch als Standardwaffe im Zweiten Weltkrieg verwendet. Das Wachbataillon beim Bundesministerium der Verteidigung setzt den Karabiner 98k noch im protokollarischen Dienst in Dekoausführung ein. Der Verschluss Mauser System 98 wird auch in einer ganzen Reihe anderer Gewehre verwendet, beispielsweise dem spanischen Santa Barbara FR 8.

## Entwicklung

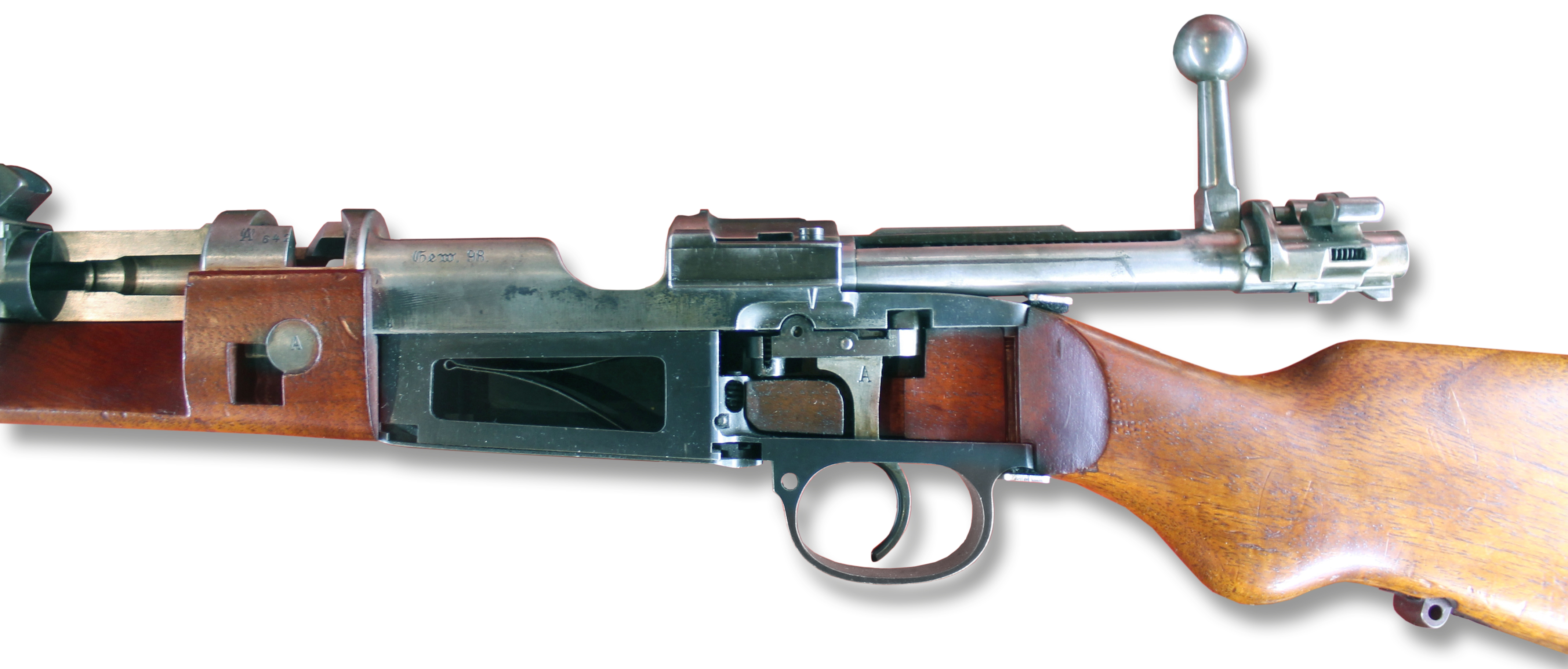
Schnittmodell

Die Entwicklung des Gewehres begann bereits Ende des 19. Jahrhunderts durch Mauser in Oberndorf am Neckar. 1898 wurde die Waffe standardisiert und in das Deutsche Heer eingeführt, daher auch der Name: G(ewehr) 98. Unterschiedliche Hersteller deckten den Rüstungsbedarf. Zehn Jahre später wurde eine neue, kürzere Variante hergestellt, die sich auch für andere Aufgaben eignen sollte. Sie war ein Kompromiss zwischen Leistung, Tragbarkeit und Handlichkeit. Das Modell Mauser Karabiner 98AZ (später Kar98a (klein a)) überzeugte durch einen hervorragend konstruierten, robusten Drehzylinderverschluss mit zwei vorne liegenden Verriegelungszapfen und einem rückwärtigen Sicherheitszapfen.
Der Mauserverschluss war Vorbild für viele Konstruktionen. Gewehre der Modell-98-Serie und deren Weiterentwicklungen und Varianten wurden über einen Zeitraum von mehr als 50 Jahren in großer Zahl hergestellt und weltweit verbreitet. Schätzungen gehen von etwa 100 Millionen produzierten Gewehren aus. Selbst heute sind Varianten des Karabiners noch in Gebrauch, im zivilen Bereich vorwiegend als Jagdgewehr, in Entwicklungsländern auch häufig als Polizei- und Militärwaffe.
Es gibt verschiedene Versionen von Karabinern 98, die alle als Karabiner mit System 98 zusammengefasst werden. Die Karabiner Artillerie, Kavallerie, A und AZ wurden im Ersten Weltkrieg verwendet. Die Karabiner 98b und 98a wurden von der Reichswehr und anderen bewaffneten Formationen zur Zeit der Weimarer Republik getragen, dabei ist das Modell 98a mit dem 98AZ identisch. Der Karabiner 98 kurz und das Gewehr 33/40 wurden von der Wehrmacht im Zweiten Weltkrieg verwendet. Der K98 ist eine polnische Kopie des deutschen Karabiner 98b. Oft wird der Karabiner 98 k fälschlicherweise mit „K98“ abgekürzt.

## Versionen

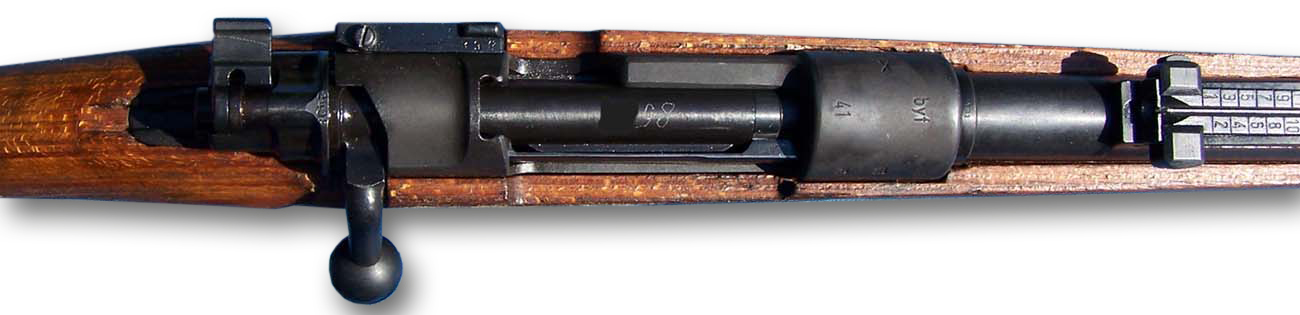
Mauser Karabiner 98 kurz

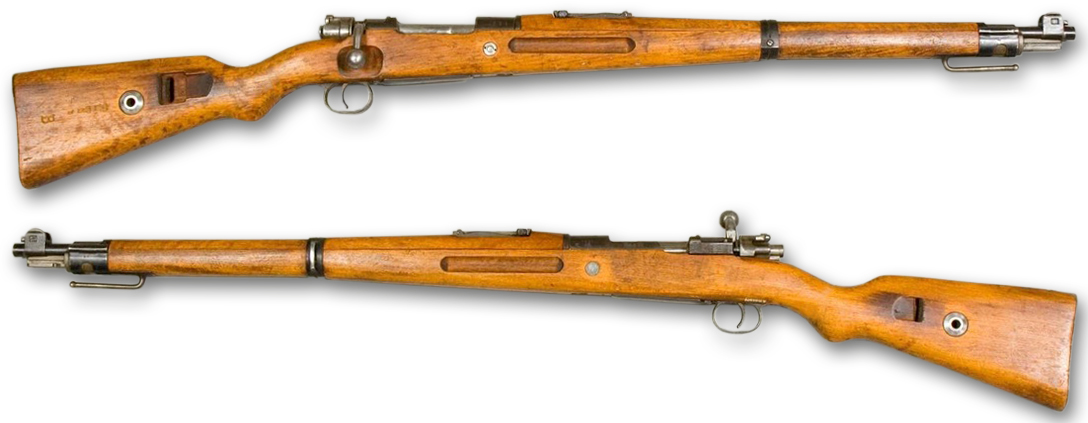
Mauser Karabiner 98AZ (später klein a)

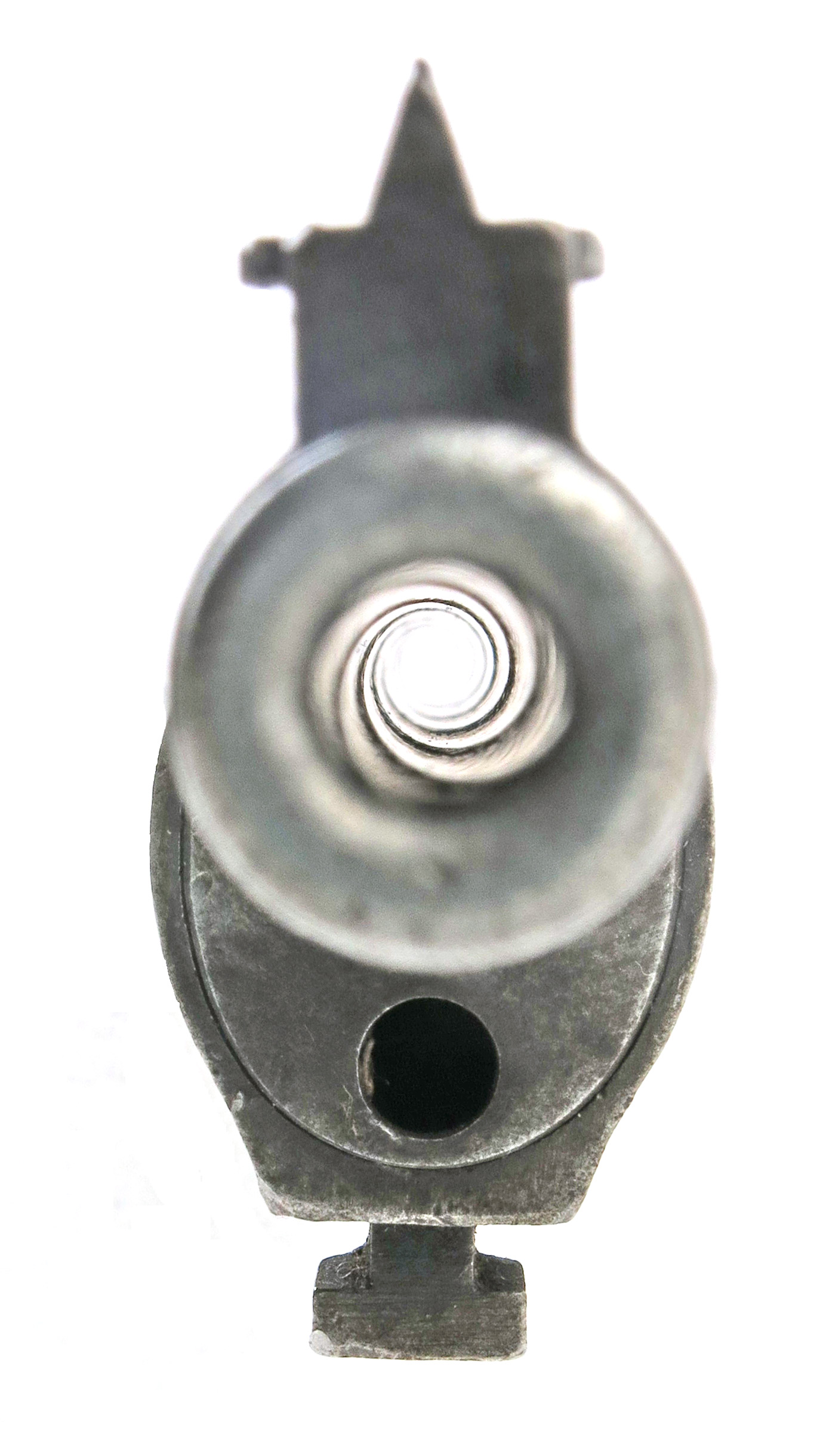
Frontansicht mit Mündung, Korn, Bajonetthalterung und Aufnahme für den Putzstock

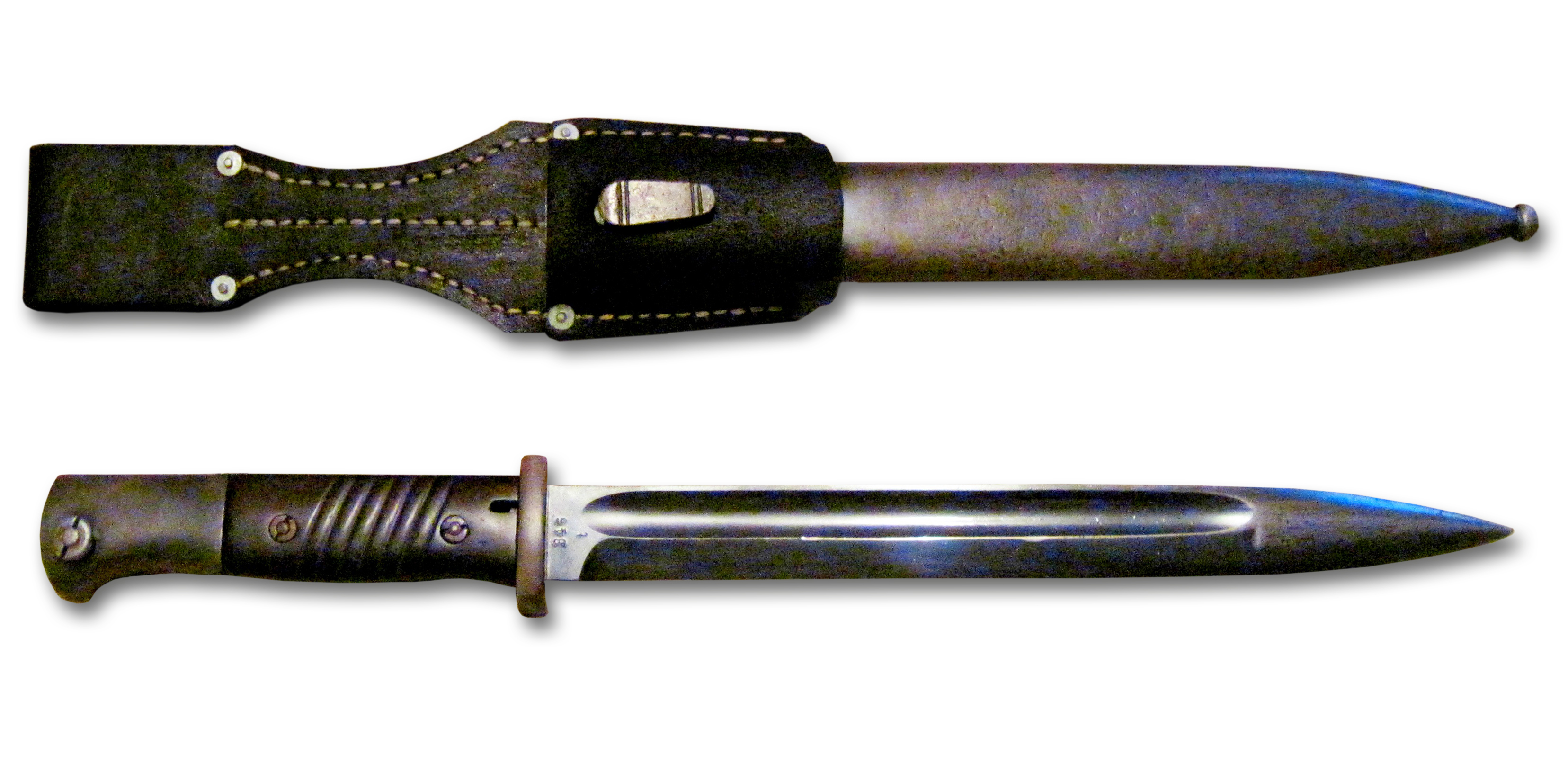
Seitengewehr S84/98 III für den Kar98k

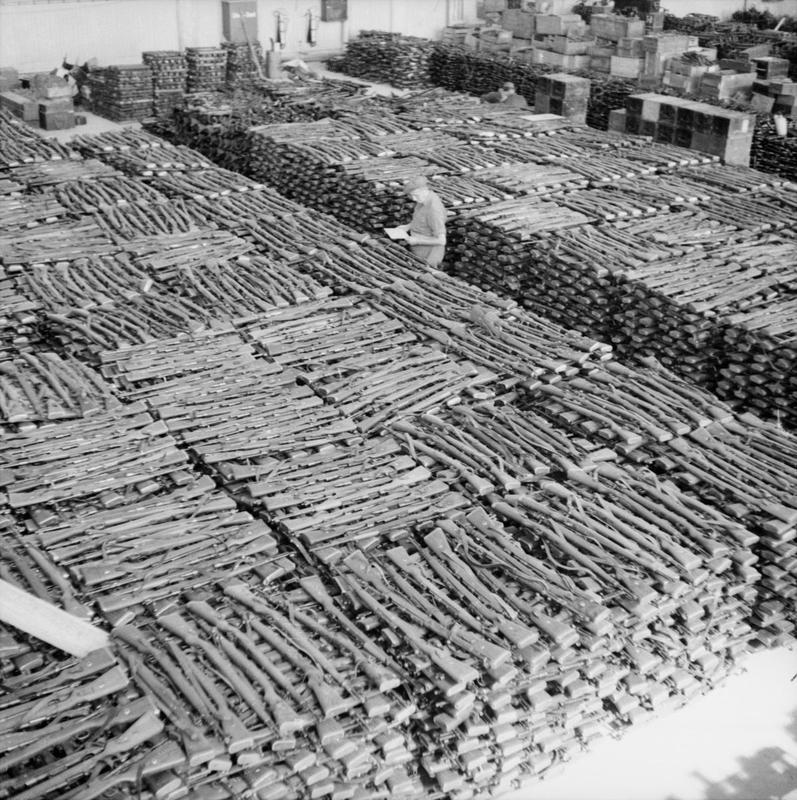
Lagerhalle im norwegischen Stavanger mit mehreren zehntausend, bei Kriegsende überlassene Mauser Modell 98 der deutschen Wehrmacht

(Hinweis: Da sehr viele Varianten und Versionen existieren, werden hier nur die wichtigsten aufgeführt.)
Mehrladegewehr Modell Mauser 98 (G98)
Die 1240 mm lange Grundversion, die ab 1898 hergestellt wurde, war die Standardwaffe des Deutschen Heeres während des Ersten Weltkriegs. Neben dem neu konstruierten Zylinderverschluss besaß das Gewehr einen 740 mm Lauf für die verbesserte 8×57IS-Patrone. Markant war die Quadranten-Visiereinrichtung des Konstrukteurs Lange, die ab 1905 eine Einteilung von 400 bis 2000 Meter aufzeigte. Zum Gewehr gehörten ein verstellbarer Ledertrageriemen, ein Mündungsschutz mit Klappe, wodurch die Laufreinigung ohne Abnahme des Mündungsschutzes möglich wurde, und das lange Bajonett 98. Während des Ersten Weltkrieges wurden geringfügige Änderungen durchgeführt. Unterschiedlichste Bajonette, u. a. das bekannte Modell 98/05, wurden bis 1918 für Gewehr und Karabiner entwickelt.
Karabiner 98 Kavallerie
Um einen modernen und vor allem mit anderen Truppenteilen kompatiblen Ersatz für den Karabiner 88 (auch Kommissionsstutzen genannt) zu haben, führte die deutsche Kavallerie 1900 eine verkürzte Version des Gewehr 98 ein. Er hatte einen flachen löffelartigen, abgekröpften Kammerstängel. Seine Lauflänge beträgt 435 mm.
Karabiner 98 Artillerie
Um ebenfalls eine moderne und munitionskompatible Waffe zu haben, führte auch die Artillerie einen Karabiner mit dem Mauser-System 98 ein, dieser ersetzte das Gewehr 91 und war bis auf eine Zusammensteckeinrichtung mit dem Karabiner 98 Kavallerie identisch. Diese Einrichtung erlaubte es Soldaten ihre Waffen zu Pyramiden zusammenzustecken.
Karabiner 98A
Um einen einheitlichen Karabiner für Artillerie und Kavallerie zu haben, wurde 1902 der „Karabiner mit Aufpflanzvorrichtung für des Seitengewehr 98“ eingeführt. Seine Lauflänge beträgt 435 mm. Im Gegensatz zu seinen beiden Vorgängern hat er eine andere Schäftung und das Korn wird nun von Kornschutzbacken geschützt. Es ist der erste Karabiner, der in geringem Umfang auch an Spezialeinheiten ausgegeben wurde.
Karabiner 98AZ (nach 1918 Karabiner 98a)
Da der Karabiner 98A wegen seines kurzen Laufes zu einem enormen Mündungsfeuer neigte, was vor allem Spezialeinheiten bemängelten, wurde 1908 der „verlängerte Karabiner 98 mit Aufpflanz- und Zusammensteckvorrichtung“ eingeführt. Seine Lauflänge beträgt 590 mm, was im Vergleich zum Karabiner 98A Probleme mit dem Rückstoß und Mündungsfeuer verringerte. Im Gegensatz zum flachen Kammerstängel seiner Vorgänger erhielt er einen angewinkelten Kammerstängel mit Kugelkopf. Kenntlich war er zudem an dem fast bis zur Mündung reichenden Ganzschaft mit Handschutz, einem unten angesetzten Dorn zum Zusammenstellen mehrerer Karabiner und dem mit einem Scharnier aufklappbaren Oberring. Er war während des Ersten Weltkrieges eine beliebte Alternative zum langen und unhandlichen Gewehr 98, bewährte sich im Grabenkampf und wurde überwiegend an Sturmtruppen ausgegeben. Nach dem Krieg wurde die Namenspolitik der Karabiner geändert und aus dem Kar98AZ wurde der Kar98a (klein a). Mit der Einführung eines neuen, schwereren Geschosstyps für die deutsche Standardpatrone 8 × 57 IS wurden 1923 Probleme mit dem Rückstoß und Mündungsfeuer weiter verringert.
Karabiner 98b
Der Versailler Vertrag erlaubte dem deutschen Reich nur eine bestimmte Anzahl an Gewehren zu besitzen. Aus diesem Grund wurde auf die weniger streng regulierten Karabiner ausgewichen, bis 1923 mit dem Karabiner 98b eine Waffe geschaffen wurde, bei der es sich lediglich um ein leicht abgeändertes Gewehr 98 handelte. Seine Lauflänge beträgt 740 mm wie beim Gewehr 98. Um als Karabiner durchzugehen, wurde der gekrümmte Kammerstängel mit Kugelkopf des Karabiner 98AZ verwendet und seitliche Trageriemenhalterungen angebracht. Zudem wurde bei diesem Modell das „Lange-Visier“ des Infanteriegewehres durch ein Tangentenvisier mit austauschbarer Rampe ersetzt. Viele G98 wurden so zum Karabiner 98b umgerüstet.
 Mauser Standard Karabiner
Dieses um 1924 für den Export in andere Länder geschaffene Modell hat zwar mit 1110 mm eine ähnliche Gesamtlänge wie der Karabiner 98a, übernahm jedoch im Vergleich zu diesem mehr Teile vom ursprünglichen Gewehr 98, um eine Herstellung auf dessen Maschinen zu ermöglichen. Hauptabnehmer waren China und südamerikanische Staaten, aber auch die SA und SS kauften einige Exemplare.
Karabiner 98 DRP (Mauser Banner)
Als nach der Machtergreifung 1933 die Wiederaufrüstung begann, wurden die ersten Karabiner offiziell im Namen der deutschen Reichspost bestellt. Diese Modelle unterscheiden sich nicht vom Mauser Standard Karabiner, tragen jedoch mit D.R.P. den Stempel der Deutschen Reichspost. In Wirklichkeit gelangten die meisten dieser Waffen zur SA und später zur SS.
Karabiner 98k
Als die Wiederaufrüstung nach der Machtergreifung Hitlers weiter Fahrt aufnahm, wurde eine einheitliche Ordonnanzwaffe für die zu gründende Wehrmacht gesucht. Da kein ausgereiftes deutsches Selbstladegewehr zur Verfügung stand und man sehr schnell sehr viele Gewehre benötigen würde, entschied man sich für eine leicht geänderte Ausführung des Karabiner 98 DRP, da dieser sich auf den, bereits in großer Zahl vorhandenen Maschinen des Gewehr 98 herstellen ließ und sich zudem vorhandene Karabiner 98b und Gewehr 98 zur „kurz“-Version umrüsten ließen. Aufgrund seiner Gesamtlänge von 1110 mm handelte es sich beim Karabiner 98 kurz weniger um einen Karabiner als um ein Universalgewehr, wie beim Lee-Enfield No.4 (1129 mm) oder dem Springfield M1903 (1055 mm). Dass der Karabiner 98k trotzdem als Karabiner bezeichnet wurde, hat den Grund dass Adolf Hitler den Kar98AZ wiederholt lobte, mit welchem er selbst im Ersten Weltkrieg ausgerüstet gewesen war. Mauser hoffte so auf eine schnellere Annahme des Kar98k. Wegen der Lauflänge von 600 mm hatte man auch weniger Probleme mit dem starken Mündungsfeuer. Die neue Patrone Infanterie Spitz-Schwer half mit, dieses Problem weiter in den Griff zu bekommen und verbesserte zudem die Reichweite bei kürzerem Lauf. Das Modell Karabiner 98k blieb bis zum Ende des Zweiten Weltkrieges 1945 die meistverbreitete Handfeuerwaffe der deutschen Wehrmacht. Fachleute unterteilen den K98k nochmals in das Vorkriegsmodell mit flacher Schaftkappe, das Übergangsmodell mit Schuhschaftkappe und das Kriegsmodell mit verschiedenen Vereinfachungen während der Produktion.
Gewehr 33/40
Um eine kompakte Waffe für die deutschen Gebirgstruppen zu haben, wurde am 16. November 1940 das Gewehr 33/40 eingeführt. Bei dem Gewehr handelte es sich um einen Nachbau des tschechischen Karabiners 16/33. Beide sind zu großen Teilen mit dem Karabiner 98 kurz identisch, jedoch wurde der Lauf auf 490 mm gekürzt und das Visier entsprechend angepasst. Zudem wurde eine Schutzplatte am Kolben angebracht und der Kammerstängelkopf war unten ausgehöhlt. Beim Gewehr 33/40 handelte es sich wegen der Kompaktheit eher um einen Karabiner. Wegen seiner geringen Länge war es besonders beliebt, stieß aber auch ein enormes Mündungsfeuer aus. Einige Exemplare wurden mit einem abklappbaren Kolben an Fallschirmtruppen geliefert und einige Modelle mit Zielfernrohr wurden an Gebirgsjäger ausgegeben.
Volkskarabiner 98 (VK98)
Um den gegen Ende des Krieges gegründeten Volkssturm auszurüsten, forderte die NSDAP verschiedene Firmen auf, einfache und billig zu produzierende Waffen zu liefern. Dabei setzte Steyr mit dem Volkskarabiner 98 auf den Verschluss Modell 98 und ergänzte diesen durch einen vereinfachten Lauf, einen einfachen Holzkolben und ein simples Visier.
Zollkarabiner ZK 52
Systeme bei FN hergestellt, Waffen durch Heym montiert. Verwendet von westdeutschen Zollbeamten ab 1953.
K98
Als die neugegründete Zweite Polnische Republik das Danziger Arsenal in der Freien Stadt Danzig zeitweise übernahm, wurden die dortigen Maschinen nach Warschau und Radom (Fabryka Broni Łucznik) gebracht, um eine eigene Waffenproduktion im Kernland aufzubauen. Da die deutschen Maschinen für die Produktion von Gewehr 98 und Karabiner 98A eingerichtet waren, produzierte Polen direkte Kopien für die neu aufgestellte polnische Armee. Da sich das Gewehr 98 im Polnisch-Sowjetischen Krieg als zu unhandlich erwies, wurde ein kurzes Gewehr mit dem Namen Karabiner 98 (K98) entwickelt. Der K98 ist wie der deutsche Karabiner 98b eine Version des Gewehres 98, aber mit der Länge des Karabiner 98AZ (später a). Der K98 aus Warschau hatte einen geraden Kammerstängel, die Variante aus Radom einen gebogenen mit Rundkopf. Der später entwickelte Karabiner 29 (K29) ist eine direkte Kopie des tschechischen Gewehrs vz. 24. Da der bei allen Teilstreitkräften eingeführte K29 den Anforderungen der polnischen Infanterie nicht genügte, wurde dort 1934 mit dem K98a eine Waffe mit 1150 mm Länge eingeführt.
Weitere Varianten
Mauser-Gewehre und -Karabiner wurden in mehreren Staaten in Lizenz hergestellt, unter anderem in Schweden, Argentinien, Spanien, Persien (heute Iran), Peru, Chile und Mexiko. Sie unterscheiden sich meist im Kaliber und in geringen, dem Truppengebrauch angepassten Details.
Vergleich der technischen Daten des Gewehr 98 und späterer Varianten
|              | Gewehr 98                                         | Karabiner 98A                                                  | Karabiner 98AZ (Kar98a)                                                                                        | Karabiner 98b                                        | Karabiner 98k                                        | Gewehr 33/40                                        | K98                                                                            |
| ------------ | ------------------------------------------------- | -------------------------------------------------------------- | --- | ---------------------------------------------------- | ---------------------------------------------------- | --------------------------------------------------- | ------------------------------------------------------------------------------ |
| Jahr:        | 1898                                              | 1902                                                           | 1908 | 1923                                                 | 1934                                                 | 1940                                                | 1921                                                                           |
| Gesamtlänge: | 1250 mm                                           | 945 mm                                                         | 1090 mm | 1250 mm                                              | 1110 mm                                              | 995 mm                                              | 1092 mm                                                                        |
| Lauflänge:   | 740 mm                                            | 435 mm                                                         | 590 mm | 740 mm                                               | 600 mm                                               | 490 mm                                              | 595 mm                                                                         |
| Visierlänge: | 650 mm                                            |                                                                | 500 mm | 650 mm                                               | 500 mm                                               |                                                     |                                                                                |
| Gewicht:     | 4000 g                                            | 3300 g                                                         | 3800 g | 4000 g                                               | 3700 g                                               | 3480 g                                              | 3900 g                                                                         |
|              | gerader Kammerstängel mit Kugelkopf, Lange-Visier | abgekröpfter Kammerstängel in Löffelform, Aufpflanzvorrichtung | gebogener Kammerstängel mit Kugelkopf, Aufpflanz- und Zusammensetzvorrichtung, Kornschutzbacken. Schiebevisier | gebogener Kammerstängel mit Kugelkopf, Schiebevisier | gebogener Kammerstängel mit Kugelkopf, Schiebevisier | gebogener Kammerstängel mit Hohlkopf, Schiebevisier | gerader Kammerstängel (Warschau) Gebogener Kammerstängel (Radom) Schiebevisier |

## Gewehrgranatgerät

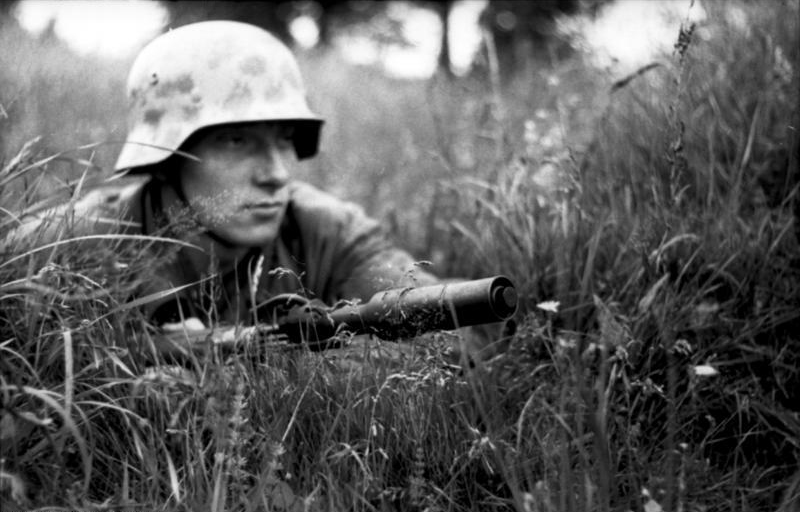
Karabiner 98k mit aufgesetztem Gewehrgranatgerät (1944)

Im Ersten Weltkrieg setzte das deutsche Heer bereits Gewehrgranatwerfer ein, bei der Granatmunition auf das Gewehr 98 aufgesetzt wurde. Eine Weiterentwicklung war ab 1942 das Gewehrgranatgerät Kaliber 30 mm, das auf den Karabiner 98k geklemmt werden konnte. Es sollte die bisherigen Granatgeräte ersetzen, da diese nicht in großem Umfang vorhanden waren. Die Aufgaben des auch als „Schießbecher“ bekannten Gerätes waren dieselben wie bisher: Bekämpfung von Infanterie, Stellungen und Panzern. Eine Vielzahl an Sondermunition ließ sich mit diesem 1.450.114 Mal hergestellten Zusatzteil verschießen. Seine Reichweite lag bei rund 300 m. Zum Kriegsende war das Gewehrgranatgerät allerdings gegen die Panzerung neuer alliierter Panzermodelle wirkungslos geworden.

## Modell 98 als Scharfschützengewehr

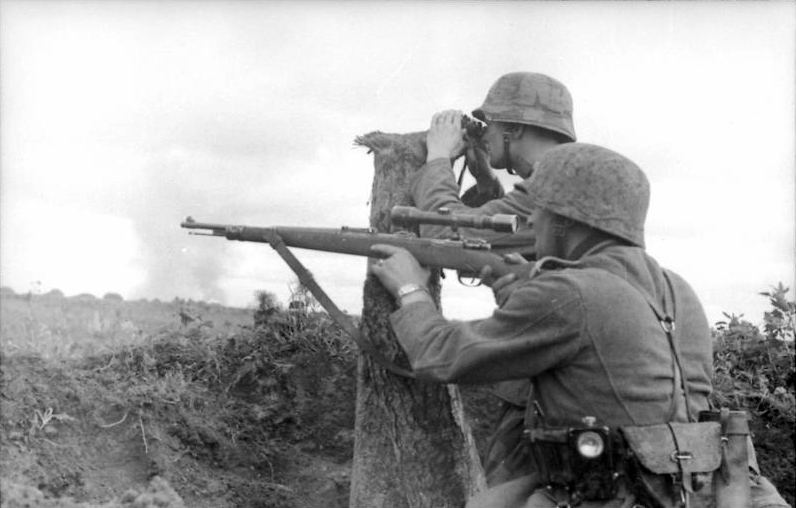
Deutsche Scharfschützen mit Version 98k mit 4× Zeiss ZF42 (1942)

Bereits im Herbst 1914 bestellte das Kriegsministerium in Berlin bei den Herstellern 15.000 mit Zielfernrohr ausgestattete Scharfschützengewehre, nachdem der Vormarsch ins Stocken geraten war und sich der Grabenkrieg abzeichnete. Dieser Auftrag konnte erst 1916 abgeschlossen werden, auch unter Zuhilfenahme eines Appells an die zivilen Jäger, die aufgefordert wurden, Optiken und Jagdbüchsen mit Optiken zu spenden. Diese Gewehre blieben auch nach dem Krieg im Bestand der Reichswehr, mit einem Sollbestand von zwölf ZF-Gewehren pro Infanteriekompanie. Neue Gewehre wurden erst ab 1927 wieder beschafft, ausgerüstet mit einem Zeiss-„Zielvisier“ mit vierfacher Vergrößerung und der sogenannten „Berliner Montage“ wegen der vom Waffenamt in Berlin genehmigten Ausführung, während die Weltkriegswaffen mit unterschiedlichen Optiken und Montagen ausgestattet waren. Erst 1930 glaubte man darauf verzichten zu können. Bis 1938 wurden die Gewehre oder Optiken teilweise zurückgebaut oder verkauft. Erst am 7. März 1938 wurde diese Praxis durch einen Erlass des OKH gestoppt, um auf die verstärkte Rüstung zu reagieren. Ausgesuchte Karabiner 98k wurden mit einem Zielfernrohr ausgestattet und als Präzisions- und Scharfschützengewehr genutzt. Wegen der höheren effektiven Reichweite und besseren Präzision bevorzugten die deutschen Soldaten dabei den Karabiner 98k gegenüber dem später eingeführten Gewehr 43. Auch hier kam es wieder zu Engpässen bei den Optiken, worauf Hitler 1942 verlangte, die Jagdzielfernrohre der deutschen Jägerschaft einzuziehen.

## Verwandte Themen
- Handwaffen der Wehrmacht